# Minas Novas
Minas Novas es un municipio brasileño del estado de Minas Gerais. De acuerdo con el censo realizado por el IBGE en 2010, su población es de 30.803 habitantes.
Forma parte de la región del Valle del Jequitinhonha.

## Carreteras
- MG-114

## Administración
- Prefecto: José Enrique Gomes Xavier (2005/2011)
- Viceprefecto: Adão Carlos Evangelista
- Presidente de la cámara: Blanco de piu (2008/2011)